# Jean-Étienne Dominique Esquirol
Jean-Étienne Dominique Esquirol (Toulouse, 3 februari 1772 - Parijs, 12 december 1840) was een Franse psychiater. In 1838 publiceerde hij de eerste klinische beschrijving van het Downsyndroom.